# بانزر-2
بانزر-2 (بالألمانية: Panzer II) دبابة خفيفة ألمانية، صممت عام 1934 كحل مؤقت بينما يتم تطوير وإنتاج دبابات البانزر-3 و البانزر-4، جاء تصميمها مبنياً على تصميم دبابة بانزر-1 لكن بشكل أكبر وبمدفع عيار 20 ملم مضاد للدروع بدأ إنتاجها في 1935.